# Llista de monuments del Ripollès
Llista de monuments del Ripollès inclosos en l'Inventari del Patrimoni Arquitectònic de Catalunya a la comarca del Ripollès. Inclou els inscrits en el Registre de Béns Culturals d'Interès Nacional (BCIN) amb la classificació de monuments històrics, els béns culturals d'interès local (BCIL) de caràcter immoble i la resta de béns arquitectònics integrants del patrimoni cultural català.

## Campdevànol
| Monument                                                               | Protecció   | Estil/època                      | Localització                           | Coordenades                                          | Codi?         | Imatge |
| ---------------------------------------------------------------------- | ----------- | -------------------------------- | -------------------------------------- | ---------------------------------------------------- | ------------- | --- |
| Mas dit el Castell                                                     | BCIN 602-MH | Obra popular XVII                | Campdevànol                            | 42° 13′ 23″ N, 2° 10′ 20″ E / 42.223163°N,2.172251°E | RI-51-0005835 | Carregueu una nova foto d'aquest monument                                                                                                |
| Grats                                                                  | BCIN 603-MH | XVII-XVIII                       | Campdevànol                            | 42° 15′ 40″ N, 2° 07′ 26″ E / 42.261°N,2.1240083°E   | IPA-683       | Carregueu una nova foto d'aquest monument                                                                                                |
| Església de Sant Cristòfol                                             | BCIL 1985   | Barroc, obra popular XVIII Inici | Campdevànol C. de Sant Cristòfol       | 42° 13′ 34″ N, 2° 09′ 49″ E / 42.22602°N,2.16366°E   | IPA-3816      | Església de Sant Cristòfol (Campdevànol) · Vegeu més fotos d'aquest monument · Carregueu una nova foto d'aquest monument                 |
| Hospital Municipal                                                     | BCIL 1985   | Noucentisme, modernisme XX Inici | Campdevànol Ctra. de Gombrèn           | 42° 13′ 22″ N, 2° 10′ 00″ E / 42.22269°N,2.16675°E   | IPA-3817      | Hospital Municipal (Campdevànol) · Vegeu més fotos d'aquest monument · Carregueu una nova foto d'aquest monument                         |
| Cooperativa                                                            |             | Historicisme XX Inici            | Campdevànol Pl. A. Clavé               | 42° 13′ 23″ N, 2° 10′ 08″ E / 42.22316°N,2.16878°E   | IPA-3818      | Cooperativa (Campdevànol) · Vegeu més fotos d'aquest monument · Carregueu una nova foto d'aquest monument                                |
| Antic molí d'aigua, casa al carrer Aurora                              | BCIL 1985   | Obra popular                     | Campdevànol C. Aurora, 1               | 42° 13′ 26″ N, 2° 10′ 09″ E / 42.22377°N,2.16929°E   | IPA-3819      | Antic molí d'aigua (Campdevànol) · Vegeu més fotos d'aquest monument · Carregueu una nova foto d'aquest monument                         |
| Casa al carrer Vistalegre, 16                                          |             | Obra popular XVII                | Campdevànol C. Vistalegre, 16          | 42° 13′ 30″ N, 2° 09′ 46″ E / 42.22493°N,2.16278°E   | IPA-3820      | Carregueu una nova foto d'aquest monument                                                                                                |
| Casa al carrer Vistalegre, 13                                          |             | Obra popular                     | Campdevànol C. Vistalegre, 13          | 42° 13′ 29″ N, 2° 09′ 46″ E / 42.22463°N,2.16274°E   | IPA-3821      | Carregueu una nova foto d'aquest monument                                                                                                |
| El Reguer                                                              |             | Obra popular                     | Campdevànol C. de Vistalegre           | 42° 13′ 34″ N, 2° 10′ 00″ E / 42.22619°N,2.16678°E   | IPA-3822      | Carregueu una nova foto d'aquest monument                                                                                                |
| Casa al carrer Pau Casals, 14                                          |             | Noucentisme XX Inici             | Campdevànol C. Pau Casals, 14          | 42° 13′ 24″ N, 2° 10′ 00″ E / 42.22321°N,2.1668°E    | IPA-3823      | Casa al carrer Pau Casals, 14 (Campdevànol) · Vegeu més fotos d'aquest monument · Carregueu una nova foto d'aquest monument              |
| Casa al carrer Major, 16                                               |             | Obra popular XX Inici            | Campdevànol C. Major, 16               | 42° 13′ 27″ N, 2° 10′ 08″ E / 42.22415°N,2.16882°E   | IPA-3824      | Casa al carrer Major, 16 (Campdevànol) · Vegeu més fotos d'aquest monument · Carregueu una nova foto d'aquest monument                   |
| Xalet de Mossèn Tor, casa aïllada al carrer Pau Casals, o Xalet Fossas | BCIL 1985   | Modernisme XX                    | Campdevànol C. Pau Casals              | 42° 13′ 21″ N, 2° 09′ 58″ E / 42.22262°N,2.16614°E   | IPA-3825      | Xalet de Mossèn Tor (Campdevànol) · Vegeu més fotos d'aquest monument · Carregueu una nova foto d'aquest monument                        |
| Casa al carrer Major, 1                                                |             | Obra popular                     | Campdevànol C. Major, 1                | 42° 13′ 27″ N, 2° 10′ 13″ E / 42.22418°N,2.17015°E   | IPA-3826      | Casa al carrer Major, 1 (Campdevànol) · Vegeu més fotos d'aquest monument · Carregueu una nova foto d'aquest monument                    |
| Cases del Raval                                                        |             | Obra popular XX Inici            | Campdevànol Ctra. de Ribes de Freser   | 42° 13′ 30″ N, 2° 10′ 14″ E / 42.22501°N,2.17068°E   | IPA-3827      | Cases del Raval (Campdevànol) · Vegeu més fotos d'aquest monument · Carregueu una nova foto d'aquest monument                            |
| Mas de Molí Nou                                                        | BCIL 1985   | Obra popular XIX Mitjan          | Campdevànol C. Molí Nou                | 42° 14′ 10″ N, 2° 10′ 08″ E / 42.23601°N,2.16889°E   | IPA-3828      | Carregueu una nova foto d'aquest monument                                                                                                |
| Mas Pernau o Mas Perarnau                                              | BCIL 1985   | Obra popular XVIII Mitjan        | Campdevànol                            | 42° 14′ 30″ N, 2° 09′ 55″ E / 42.2417°N,2.16534°E    | IPA-3829      | Carregueu una nova foto d'aquest monument                                                                                                |
| Mas Rotllan, Mas Rullan                                                | BCIL 1985   | Obra popular XII, XVIII          | Campdevànol Illa                       | 42° 14′ 34″ N, 2° 09′ 48″ E / 42.24265°N,2.16342°E   | IPA-3830      | Carregueu una nova foto d'aquest monument                                                                                                |
| Escorxador                                                             |             | Obra popular XX Inici            | Campdevànol Ctra. de la Pobla          | 42° 13′ 17″ N, 2° 10′ 10″ E / 42.2213°N,2.16938°E    | IPA-3831      | Carregueu una nova foto d'aquest monument                                                                                                |
| Ermita de Sant Pere d'Aüira                                            | BCIL 1985   | Romànic, barroc XIII, XVII       | Campdevànol Sant Pere d'Aüira          | 42° 14′ 49″ N, 2° 08′ 46″ E / 42.24688°N,2.14601°E   | IPA-3832      | Ermita de Sant Pere d'Aüira (Campdevànol) · Vegeu més fotos d'aquest monument · Carregueu una nova foto d'aquest monument                |
| Colònia l'Herand                                                       |             | Obra popular                     | Campdevànol                            | 42° 14′ 48″ N, 2° 09′ 51″ E / 42.24658°N,2.16404°E   | IPA-3884      | Colònia l'Herand (Campdevànol) · Vegeu més fotos d'aquest monument · Carregueu una nova foto d'aquest monument                           |
| Pont de Campdevànol                                                    |             | Obra popular                     | Campdevànol                            | 42° 13′ 27″ N, 2° 10′ 13″ E / 42.22414°N,2.17039°E   | IPA-3885      | Pont de Campdevànol · Vegeu més fotos d'aquest monument · Carregueu una nova foto d'aquest monument                                      |
| Casa a la plaça de la Dansa i carrer Major                             | BCIL 1985   | Eclecticisme XX Inici            | Campdevànol Pl. de la Dansa - c. Major | 42° 13′ 26″ N, 2° 10′ 11″ E / 42.22398°N,2.16984°E   | IPA-4395      | Casa a la plaça de la Dansa i carrer Major (Campdevànol) · Vegeu més fotos d'aquest monument · Carregueu una nova foto d'aquest monument |
| Església de Sant Llorenç de Campdevànol                                | BCIL 1985   | Romànic, obra popular            | Campdevànol                            | 42° 13′ 55″ N, 2° 07′ 40″ E / 42.23182°N,2.12782°E   | IPA-39589     | Església de Sant Llorenç de Campdevànol · Vegeu més fotos d'aquest monument · Carregueu una nova foto d'aquest monument                  |

El Pont de la Cabreta està entre els municipis de Campdevànol i Ribes de Freser.

## Campelles
| Monument                                         | Protecció   | Estil/època                                   | Localització                                   | Coordenades                                          | Codi?         | Imatge |
| ------------------------------------------------ | ----------- | --------------------------------------------- | ---------------------------------------------- | ---------------------------------------------------- | ------------- | --- |
| Castell de Campelles                             | BCIN 604-MH | Obra popular XII                              | Campelles                                      | 42° 17′ 42″ N, 2° 08′ 21″ E / 42.295101°N,2.139141°E | RI-51-0005836 | El Castell (Campelles) · Vegeu més fotos d'aquest monument · Carregueu una nova foto d'aquest monument                        |
| Can Gorra                                        |             | Obra popular XVIII Inici                      | Campelles                                      | 42° 16′ 44″ N, 2° 09′ 19″ E / 42.278952°N,2.155382°E | IPA-3837      | Carregueu una nova foto d'aquest monument                                                                                     |
| Balneari Montagut                                | BCIL 2010   | Modernisme, historicisme XIX Mitjan, XX Inici | Campelles Aigües de Ribes                      | 42° 16′ 35″ N, 2° 09′ 34″ E / 42.276425°N,2.159539°E | IPA-3838      | Balneari de Montagut (Campelles) · Vegeu més fotos d'aquest monument · Carregueu una nova foto d'aquest monument              |
| Pont d'Angelats                                  | BCIL 2010   | Obra popular                                  | Campelles                                      | 42° 17′ 16″ N, 2° 09′ 35″ E / 42.287680°N,2.159772°E | IPA-3887      | Pont d'Angelats (Campelles) · Vegeu més fotos d'aquest monument · Carregueu una nova foto d'aquest monument                   |
| Pont Nou del Molí d'en Coll                      | BCIL 2010   | Obra popular                                  | Campelles                                      | 42° 17′ 23″ N, 2° 07′ 51″ E / 42.289696°N,2.130874°E | IPA-3888      | Carregueu una nova foto d'aquest monument                                                                                     |
| Pont Vell o Pont del Molí d'en Coll              |             | Obra popular                                  | Campelles                                      | 42° 17′ 24″ N, 2° 07′ 54″ E / 42.289900°N,2.131611°E | IPA-3889      | Carregueu una nova foto d'aquest monument                                                                                     |
| Capella de Sant Bartomeu de Baell                | BCIL 2010   | Obra popular XVII                             | Campelles Terme de Baell                       | 42° 16′ 42″ N, 2° 08′ 45″ E / 42.278215°N,2.145830°E | IPA-40212     | Capella de Sant Bartomeu de Baell (Campelles) · Vegeu més fotos d'aquest monument · Carregueu una nova foto d'aquest monument |
| Església de Sant Martí de Campelles              | BCIL 2010   | Obra popular Medieval, XVIII-XIX              | Campelles C. de l'Església - pl. de l'Església | 42° 17′ 41″ N, 2° 08′ 26″ E / 42.29475°N,2.14058°E   | IPA-40213     | Església de Sant Martí de Campelles · Vegeu més fotos d'aquest monument · Carregueu una nova foto d'aquest monument           |
| Mas Angelats i Capella de Santa Isabel d'Hongria | BCIL 2010   | Obra popular XVIII-XIX, XX                    | Campelles                                      | 42° 17′ 19″ N, 2° 09′ 21″ E / 42.28871°N,2.15595°E   | IPA-40214     | Mas Angelats (Campelles) · Vegeu més fotos d'aquest monument · Carregueu una nova foto d'aquest monument                      |
| Central de la Colònia Fàbregues                  | BCIL 2010   |                                               | Campelles                                      |                                                      | IPA-45670     | Carregueu una nova foto d'aquest monument                                                                                     |

## Camprodon
Vegeu la llista de monuments de Camprodon

## Gombrèn
| Monument                                                 | Protecció   | Estil/època                          | Localització             | Coordenades                                            | Codi?         | Imatge |
| -------------------------------------------------------- | ----------- | ------------------------------------ | ------------------------ | ------------------------------------------------------ | ------------- | --- |
| Castell de Mataplana                                     | BCIN 898-MH | Romànic XI-XII                       | Gombrèn                  | 42° 15′ 44″ N, 2° 03′ 39″ E / 42.262240°N,2.060941°E   | RI-51-0005923 | Castell de Mataplana (Gombrèn) · Vegeu més fotos d'aquest monument · Carregueu una nova foto d'aquest monument                         |
| Castell de Montgrony                                     | BCIN 899-MH | Obra popular Medieval                | Gombrèn Montgrony        | 42° 15′ 58″ N, 2° 05′ 09″ E / 42.266244°N,2.085717°E   | RI-51-0005924 | Castell de Montgrony (Gombrèn) · Vegeu més fotos d'aquest monument · Carregueu una nova foto d'aquest monument                         |
| Castell de Blancafort o Castell de les Dames             | BCIN 900-MH | Obra popular Medieval                | Gombrèn                  | 42° 15′ 11″ N, 2° 05′ 06″ E / 42.2531028°N,2.0850583°E | RI-51-0005925 | Carregueu una nova foto d'aquest monument                                                                                              |
| Casal de Solanllong                                      | BCIN 901-MH | Romànic, obra popular Medieval       | Gombrèn                  | 42° 14′ 19″ N, 2° 03′ 48″ E / 42.2386056°N,2.0633056°E | RI-51-0005926 | Casal de Solanllong (Gombrèn) · Vegeu més fotos d'aquest monument · Carregueu una nova foto d'aquest monument                          |
| Església de Sant Pere                                    |             | Barroc, obra popular XVIII Inici     | Gombrèn Pl. Major        | 42° 14′ 55″ N, 2° 05′ 28″ E / 42.248538°N,2.091026°E   | IPA-3891      | Església de Sant Pere (Gombrèn) · Vegeu més fotos d'aquest monument · Carregueu una nova foto d'aquest monument                        |
| Església de Sant Romà d'Aranyonet                        |             | Romànic, obra popular XII, XIX       | Gombrèn Aranyonet        | 42° 14′ 05″ N, 2° 01′ 59″ E / 42.23468°N,2.03296°E     | IPA-3895      | Església de Sant Romà d'Aranyonet (Gombrèn) · Vegeu més fotos d'aquest monument · Carregueu una nova foto d'aquest monument            |
| Església de Sant Martí de Puigbò                         |             | Obra popular XVIII Mitjan, XIX Inici | Gombrèn Veïnat de Puigbò | 42° 13′ 41″ N, 2° 04′ 22″ E / 42.228100°N,2.072722°E   | IPA-3896      | Església de Sant Martí de Puigbò (Gombrèn) · Vegeu més fotos d'aquest monument · Carregueu una nova foto d'aquest monument             |
| Església del castell de Sant Martí de Puigbò             |             | Romànic X                            | Gombrèn Veïnat de Puigbò | 42° 13′ 44″ N, 2° 04′ 23″ E / 42.228908°N,2.072950°E   | IPA-3897      | Església del castell de Sant Martí de Puigbò (Gombrèn) · Vegeu més fotos d'aquest monument · Carregueu una nova foto d'aquest monument |
| Mas de Puigbò                                            |             | Obra popular XVI, XIX                | Gombrèn Veïnat de Puigbò | 42° 13′ 42″ N, 2° 04′ 22″ E / 42.228409°N,2.072733°E   | IPA-3898      | Mas de Puigbò (Gombrèn) · Vegeu més fotos d'aquest monument · Carregueu una nova foto d'aquest monument                                |
| Mas la Canal                                             |             | Obra popular                         | Gombrèn Veïnat de Puigbò | 42° 13′ 52″ N, 2° 04′ 25″ E / 42.231229°N,2.073725°E   | IPA-3899      | Mas la Canal (Gombrèn) · Vegeu més fotos d'aquest monument · Carregueu una nova foto d'aquest monument                                 |
| Església de Sant Pere de Montgrony, església del castell |             | Romànic XI, XIX Final, XX Mitjan     | Gombrèn Montgrony        | 42° 15′ 59″ N, 2° 05′ 09″ E / 42.26633°N,2.08579°E     | IPA-3903      | Església de Sant Pere de Montgrony (Gombrèn) · Vegeu més fotos d'aquest monument · Carregueu una nova foto d'aquest monument           |
| Portal de Gombrèn                                        |             | Obra popular                         | Gombrèn                  | 42° 14′ 52″ N, 2° 05′ 28″ E / 42.24788°N,2.091127°E    | IPA-3905      | Portal de Gombrèn · Vegeu més fotos d'aquest monument · Carregueu una nova foto d'aquest monument                                      |
| Pont de Cortals                                          |             | Obra popular                         | Gombrèn                  | 42° 14′ 48″ N, 2° 04′ 51″ E / 42.246662°N,2.080911°E   | IPA-3906      | Carregueu una nova foto d'aquest monument                                                                                              |
| Pont de la Foradada                                      |             | Obra popular XIX                     | Gombrèn                  | 42° 15′ 07″ N, 2° 04′ 10″ E / 42.251924°N,2.069452°E   | IPA-3907      | Pont de la Foradada (Gombrèn) · Vegeu més fotos d'aquest monument · Carregueu una nova foto d'aquest monument                          |
| Molí del Comte, o Molí de la Foradada                    |             | Obra popular XIV, XVIII              | Gombrèn                  | 42° 15′ 21″ N, 2° 04′ 14″ E / 42.255875°N,2.070527°E   | IPA-4423      | Molí del Comte (Gombrèn) · Vegeu més fotos d'aquest monument · Carregueu una nova foto d'aquest monument                               |
| Barraca de pastors al pla de l'Espluga                   | BCIL 2008   |                                      | Gombrèn                  | 42° 15′ 36″ N, 2° 03′ 14″ E / 42.260033°N,2.053838°E   | IPA-38465     | Carregueu una nova foto d'aquest monument                                                                                              |

## Llanars
| Monument                           | Protecció | Estil/època            | Localització        | Coordenades                                          | Codi?     | Imatge |
| ---------------------------------- | --------- | ---------------------- | ------------------- | ---------------------------------------------------- | --------- | --- |
| Central Elèctrica Bassols          |           | Obra popular XX Mitjan | Llanars             | 42° 19′ 11″ N, 2° 20′ 20″ E / 42.319790°N,2.338992°E | IPA-3909  | Central Elèctrica Bassols (Llanars) · Vegeu més fotos d'aquest monument · Carregueu una nova foto d'aquest monument |
| Pont d'Espinauga                   |           | Obra popular           | Llanars             | 42° 19′ 11″ N, 2° 20′ 30″ E / 42.319598°N,2.341542°E | IPA-3912  | Pont d'Espinauga (Llanars) · Vegeu més fotos d'aquest monument · Carregueu una nova foto d'aquest monument          |
| Pont de Llanars                    |           | Obra popular           | Llanars             | 42° 19′ 15″ N, 2° 20′ 44″ E / 42.320873°N,2.345558°E | IPA-3913  | Pont de Llanars · Vegeu més fotos d'aquest monument · Carregueu una nova foto d'aquest monument                     |
| Església de Sant Esteve de Llanars | BCIL 2011 | Romànic XII            | Llanars Pl. de l'Om | 42° 19′ 14″ N, 2° 20′ 40″ E / 42.320469°N,2.344349°E | IPA-40103 | Església de Sant Esteve de Llanars · Vegeu més fotos d'aquest monument · Carregueu una nova foto d'aquest monument  |

## Les Llosses
Vegeu la llista de monuments de les Llosses

## Molló
| Monument                               | Protecció   | Estil/època       | Localització                     | Coordenades                                            | Codi?         | Imatge |
| -------------------------------------- | ----------- | ----------------- | -------------------------------- | ------------------------------------------------------ | ------------- | --- |
| Església de Santa Cecília              | BCIN 155-MH | Romànic XI, XII   | Molló C. Església, 9             | 42° 20′ 55″ N, 2° 24′ 18″ E / 42.3487333°N,2.4051278°E | RI-51-0004370 | Església de Santa Cecília (Molló) · Vegeu més fotos d'aquest monument · Carregueu una nova foto d'aquest monument              |
| Església de la Mare de Déu de les Neus |             | Obra popular XVII | Molló Espinavell                 | 42° 22′ 41″ N, 2° 23′ 57″ E / 42.37796°N,2.39926°E     | IPA-3992      | Església de la Mare de Déu de les Neus (Molló) · Vegeu més fotos d'aquest monument · Carregueu una nova foto d'aquest monument |
| Pont d'Espinavell o Pont de Sant Benet |             | Obra popular XX   | Molló Sota el nucli d'Espinavell | 42° 22′ 29″ N, 2° 23′ 54″ E / 42.37485°N,2.39821°E     | IPA-3993      | Carregueu una nova foto d'aquest monument                                                                                      |
| Pont del Molí Fumat                    |             | Obra popular      | Molló Prop del Molí Fumat        | 42° 20′ 55″ N, 2° 24′ 41″ E / 42.34858°N,2.41131°E     | IPA-3994      | Pont del Molí Fumat (Molló) · Vegeu més fotos d'aquest monument · Carregueu una nova foto d'aquest monument                    |
| Pont del Coronel o Pont de Can Plaga   |             | Obra popular      | Molló                            | 42° 20′ 41″ N, 2° 24′ 36″ E / 42.344656°N,2.410023°E   | IPA-3995      | Pont del Coronel (Molló) · Vegeu més fotos d'aquest monument · Carregueu una nova foto d'aquest monument                       |
| Església de Sant Sebastià de Molló     |             | Obra popular XVII | Molló C. Sant Sebastià, 31       | 42° 20′ 49″ N, 2° 24′ 16″ E / 42.34682°N,2.40445°E     | IPA-32781     | Església de Sant Sebastià (Molló) · Vegeu més fotos d'aquest monument · Carregueu una nova foto d'aquest monument              |

## Ogassa
| Monument                                 | Protecció    | Estil/època                           | Localització                         | Coordenades                                            | Codi?         | Imatge |
| ---------------------------------------- | ------------ | ------------------------------------- | ------------------------------------ | ------------------------------------------------------ | ------------- | --- |
| Castell de Pena                          | BCIN 1122-MH |                                       | Ogassa i Ribes de Freser             | 42° 15′ 55″ N, 2° 12′ 26″ E / 42.2653417°N,2.2073139°E | RI-51-0005968 | Carregueu una nova foto d'aquest monument                                                                                    |
| Edifici d'habitatges per a miners        |              | Obra popular XX Final                 | Ogassa El Forn del Vidre             | 42° 15′ 56″ N, 2° 16′ 40″ E / 42.265650°N,2.277758°E   | IPA-3997      | Edifici d'habitatges per a miners (Ogassa) · Vegeu més fotos d'aquest monument · Carregueu una nova foto d'aquest monument   |
| Casa de l'enginyer de les mines          |              | Obra popular, historicisme XIX Mitjan | Ogassa Pratpinter                    | 42° 16′ 02″ N, 2° 16′ 34″ E / 42.267338°N,2.276217°E   | IPA-3998      | Carregueu una nova foto d'aquest monument                                                                                    |
| Fàbrica de Can Benet                     |              | Obra popular XIX Final                | Ogassa                               | 42° 15′ 36″ N, 2° 16′ 59″ E / 42.259942°N,2.283061°E   | IPA-3999      | Carregueu una nova foto d'aquest monument                                                                                    |
| Església de Santa Bàrbara                |              | Historicisme XIX Final                | Ogassa Pratpinter                    | 42° 16′ 09″ N, 2° 16′ 24″ E / 42.269094°N,2.273390°E   | IPA-4000      | Església de Santa Bàrbara (Ogassa) · Vegeu més fotos d'aquest monument · Carregueu una nova foto d'aquest monument           |
| Infermeria minera                        |              | Obra popular XIX Final                | Ogassa                               | 42° 16′ 01″ N, 2° 16′ 26″ E / 42.267076°N,2.273910°E   | IPA-4001      | Carregueu una nova foto d'aquest monument                                                                                    |
| Fogonella                                |              | Obra popular X, XVII                  | Ogassa                               | 42° 16′ 55″ N, 2° 18′ 16″ E / 42.282030°N,2.304332°E   | IPA-4002      | Carregueu una nova foto d'aquest monument                                                                                    |
| Can Camps                                |              | Obra popular XIX Mitjan               | Ogassa Pl. de la Gallina, Pratpinter | 42° 16′ 17″ N, 2° 16′ 02″ E / 42.271419°N,2.267245°E   | IPA-4011      | Can Camps (Ogassa) · Vegeu més fotos d'aquest monument · Carregueu una nova foto d'aquest monument                           |
| Can Pubill                               |              | Obra popular                          | Ogassa Sant Martí de Surroca         | 42° 16′ 26″ N, 2° 16′ 52″ E / 42.273911°N,2.281059°E   | IPA-4012      | Carregueu una nova foto d'aquest monument                                                                                    |
| Mas Mitjavila                            |              | Obra popular XVI, XVIII, XIX Final    | Ogassa Sant Martí d'Ogassa           | 42° 16′ 19″ N, 2° 13′ 54″ E / 42.272002°N,2.231696°E   | IPA-4014      | Mas Mitjavila (Ogassa) · Vegeu més fotos d'aquest monument · Carregueu una nova foto d'aquest monument                       |
| Mas el Joncar                            |              | Obra popular XIII-XX                  | Ogassa Sant Martí d'Ogassa           | 42° 16′ 13″ N, 2° 15′ 09″ E / 42.270253°N,2.252495°E   | IPA-4015      | Mas el Joncar (Ogassa) · Vegeu més fotos d'aquest monument · Carregueu una nova foto d'aquest monument                       |
| Santuari de Santa Maria de Vidabona      |              | Romànic XII, XVIII                    | Ogassa Sant Julià de Saltor          | 42° 15′ 00″ N, 2° 12′ 59″ E / 42.250041°N,2.216397°E   | IPA-4018      | Santuari de Santa Maria de Vidabona (Ogassa) · Vegeu més fotos d'aquest monument · Carregueu una nova foto d'aquest monument |
| Església de Sant Julià de Saltor         |              | Romànic, obra popular XI, XVIII       | Ogassa Sant Julià de Saltor          | 42° 15′ 22″ N, 2° 11′ 42″ E / 42.256124°N,2.194936°E   | IPA-4020      | Església de Sant Julià de Saltor (Ogassa) · Vegeu més fotos d'aquest monument · Carregueu una nova foto d'aquest monument    |
| Església de Sant Martí de Surroca        |              | Romànic XII, XVI, XX Final            | Ogassa Sant Martí de Surroca         | 42° 16′ 30″ N, 2° 17′ 00″ E / 42.275033°N,2.283302°E   | IPA-4021      | Església de Sant Martí de Surroca (Ogassa) · Vegeu més fotos d'aquest monument · Carregueu una nova foto d'aquest monument   |
| Descarregador miner                      |              | Obra popular XIX                      | Ogassa                               | 42° 16′ 00″ N, 2° 16′ 27″ E / 42.266767°N,2.274168°E   | IPA-4029      | Descarregador miner (Ogassa) · Vegeu més fotos d'aquest monument · Carregueu una nova foto d'aquest monument                 |
| Mina Dolça                               |              | Obra popular XIX                      | Ogassa Surroca de Baix               | 42° 15′ 56″ N, 2° 16′ 31″ E / 42.265504°N,2.275334°E   | IPA-4030      | Carregueu una nova foto d'aquest monument                                                                                    |
| Fàbrica dels Pans de Carbó               | BCIL 2007    | Obra popular XIX Final                | Ogassa Pujada del Taller             | 42° 16′ 01″ N, 2° 16′ 29″ E / 42.26691°N,2.27459°E     | IPA-36577     | Fàbrica dels Pans de Carbó (Ogassa) · Vegeu més fotos d'aquest monument · Carregueu una nova foto d'aquest monument          |
| Forn de calç del Pere Olivella Saumell I |              | Obra popular                          | Ogassa                               |                                                        | IPA-40607     | Carregueu una nova foto d'aquest monument                                                                                    |
| Església de Sant Martí d'Ogassa          |              | Romànic                               | Ogassa                               | 42° 16′ 20″ N, 2° 14′ 01″ E / 42.27226°N,2.23365°E     | IPA-42244     | Església de Sant Martí d'Ogassa · Vegeu més fotos d'aquest monument · Carregueu una nova foto d'aquest monument              |

## Pardines
| Monument                                      | Protecció    | Estil/època                            | Localització                                  | Coordenades                                           | Codi?         | Imatge |
| --------------------------------------------- | ------------ | -------------------------------------- | --------------------------------------------- | ----------------------------------------------------- | ------------- | --- |
| Castell de Pardines                           | BCIN 1202-MH | XIII-XVI                               | Pardines                                      | 42° 18′ 46″ N, 2° 12′ 53″ E / 42.31264°N,2.2148°E     | RI-51-0006010 | Carregueu una nova foto d'aquest monument                                                                                         |
| Església fortificada, Església de Sant Esteve | BCIN 1203-MH | Romànic, obra popular XII, XIII, XVIII | Pardines                                      | 42° 18′ 44″ N, 2° 12′ 50″ E / 42.3121972°N,2.213875°E | RI-51-0006011 | Església fortificada (Pardines) · Vegeu més fotos d'aquest monument · Carregueu una nova foto d'aquest monument                   |
| Cal Porquer                                   | BCIL 2010    | Obra popular XIX                       | Pardines                                      | 42° 18′ 47″ N, 2° 12′ 52″ E / 42.313152°N,2.214472°E  | IPA-4031      | Cal Porquer (Pardines) · Vegeu més fotos d'aquest monument · Carregueu una nova foto d'aquest monument                            |
| Cal Ferrer                                    | BCIL 2010    | Obra popular                           | Pardines                                      | 42° 18′ 45″ N, 2° 12′ 49″ E / 42.312520°N,2.213667°E  | IPA-4032      | Cal Ferrer (Pardines) · Vegeu més fotos d'aquest monument · Carregueu una nova foto d'aquest monument                             |
| Can Roca                                      |              | Obra popular                           | Pardines Puigsac                              | 42° 18′ 30″ N, 2° 13′ 44″ E / 42.308246°N,2.228820°E  | IPA-4033      | Can Roca (Pardines) · Vegeu més fotos d'aquest monument · Carregueu una nova foto d'aquest monument                               |
| Cal Ferreret                                  | BCIL 2010    | Obra popular                           | Pardines Pl. del Pedró                        | 42° 18′ 45″ N, 2° 12′ 48″ E / 42.312419°N,2.213365°E  | IPA-4034      | Cal Ferreret (Pardines) · Vegeu més fotos d'aquest monument · Carregueu una nova foto d'aquest monument                           |
| Casa de la plaça de l'Ajuntament              | BCIL 2010    | Obra popular                           | Pardines Pl. de l'Ajuntament                  | 42° 18′ 44″ N, 2° 12′ 48″ E / 42.312324°N,2.213329°E  | IPA-4035      | Carregueu una nova foto d'aquest monument                                                                                         |
| Església de Santa Magdalena de Puigsac        | BCIL 2010    | Romànic XII, XVIII, XX Final           | Pardines Puigsac                              | 42° 18′ 30″ N, 2° 13′ 37″ E / 42.308319°N,2.226999°E  | IPA-4039      | Església de Santa Magdalena de Puigsac (Pardines) · Vegeu més fotos d'aquest monument · Carregueu una nova foto d'aquest monument |
| Pont de l'Illa                                |              | Obra popular                           | Pardines                                      | 42° 18′ 33″ N, 2° 13′ 12″ E / 42.309100°N,2.219897°E  | IPA-4044      | Carregueu una nova foto d'aquest monument                                                                                         |
| Pont del Molí d'en Roca o Pont de l'Orri      | BCIL 2010    | Obra popular                           | Pardines Vilaró                               | 42° 18′ 37″ N, 2° 13′ 20″ E / 42.310416°N,2.222096°E  | IPA-4045      | Carregueu una nova foto d'aquest monument                                                                                         |
| Pont de Vilaró                                | BCIL 2010    | Obra popular XX Inici, XX Mitjan       | Pardines Vilaró                               | 42° 18′ 45″ N, 2° 13′ 36″ E / 42.312594°N,2.226558°E  | IPA-4046      | Pont de Vilaró (Pardines) · Vegeu més fotos d'aquest monument · Carregueu una nova foto d'aquest monument                         |
| Safareig                                      | BCIL 2010    |                                        | Pardines A l'entorn de l'església de Pardines |                                                       | IPA-45671     | Carregueu una nova foto d'aquest monument                                                                                         |
| Torre de defensa i antiga porta fortificada   | BCIL 2010    | Medieval                               | Pardines A prop de l'església                 |                                                       | IPA-45672     | Carregueu una nova foto d'aquest monument                                                                                         |
| Capella de Mas Perpinyà                       | BCIL 2010    | XIII                                   | Pardines L'Orri                               | 42° 18′ 32″ N, 2° 12′ 09″ E / 42.308784°N,2.202487°E  | IPA-45673     | Capella de Mas Perpinyà (Pardines) · Vegeu més fotos d'aquest monument · Carregueu una nova foto d'aquest monument                |
| Ermita del Roser                              | BCIL 2010    | Obra popular XIII                      | Pardines                                      | 42° 18′ 51″ N, 2° 12′ 41″ E / 42.31426°N,2.21150°E    | IPA-45674     | Carregueu una nova foto d'aquest monument                                                                                         |

## Planoles
| Monument                            | Protecció | Estil/època              | Localització               | Coordenades                                          | Codi?     | Imatge |
| ----------------------------------- | --------- | ------------------------ | -------------------------- | ---------------------------------------------------- | --------- | --- |
| Cal Jan Pau                         |           | Obra popular XIX Mitjan  | Planoles Planès            | 42° 19′ 12″ N, 2° 05′ 54″ E / 42.319990°N,2.098224°E | IPA-4075  | Cal Jan Pau (Planoles) · Vegeu més fotos d'aquest monument · Carregueu una nova foto d'aquest monument                       |
| Can Gasparó                         |           | Obra popular             | Planoles Aspre             | 42° 18′ 30″ N, 2° 05′ 52″ E / 42.308347°N,2.097844°E | IPA-4076  | Carregueu una nova foto d'aquest monument                                                                                    |
| Església de Sant Marcel de Planés   | BCIL 2010 | Romànic XII, XX Final    | Planoles Planès            | 42° 19′ 11″ N, 2° 05′ 52″ E / 42.319727°N,2.097900°E | IPA-4078  | Església de Sant Marcel de Planés (Planoles) · Vegeu més fotos d'aquest monument · Carregueu una nova foto d'aquest monument |
| Can Fosses                          |           | Obra popular             | Planoles                   | 42° 19′ 20″ N, 2° 06′ 12″ E / 42.322258°N,2.103423°E | IPA-4079  | Can Fosses (Planoles) · Vegeu més fotos d'aquest monument · Carregueu una nova foto d'aquest monument                        |
| Església de Sant Vicenç de Planoles | BCIL 2010 | Romànic, barroc XI, XVII | Planoles Nucli de Planoles | 42° 18′ 58″ N, 2° 06′ 16″ E / 42.316083°N,2.104403°E | IPA-40216 | Església de Sant Vicenç de Planoles · Vegeu més fotos d'aquest monument · Carregueu una nova foto d'aquest monument          |

## Queralbs
| Monument                             | Protecció | Estil/època                        | Localització                       | Coordenades                                          | Codi?     | Imatge |
| ------------------------------------ | --------- | ---------------------------------- | ---------------------------------- | ---------------------------------------------------- | --------- | --- |
| Església de Nostra Senyora del Remei | BCIL 2010 | Romànic, obra popular XII, XVII    | Queralbs Serrat                    | 42° 20′ 31″ N, 2° 11′ 07″ E / 42.341948°N,2.185306°E | IPA-4084  | Església de Nostra Senyora del Remei (Queralbs) · Vegeu més fotos d'aquest monument · Carregueu una nova foto d'aquest monument |
| Central Elèctrica el Molí Vell       |           | Eclecticisme XX Inici              | Queralbs La Farga                  | 42° 20′ 47″ N, 2° 09′ 58″ E / 42.346327°N,2.166170°E | IPA-4085  | Central Elèctrica el Molí Vell (Queralbs) · Vegeu més fotos d'aquest monument · Carregueu una nova foto d'aquest monument       |
| Residència dels Germans Maristes     |           | Obra popular XVIII, XIX            | Queralbs La Farga                  | 42° 21′ 21″ N, 2° 10′ 15″ E / 42.355916°N,2.170773°E | IPA-4086  | Residència dels Germans Maristes (Queralbs) · Vegeu més fotos d'aquest monument · Carregueu una nova foto d'aquest monument     |
| Pont de Cremal                       | BCIL 2010 |                                    | Queralbs                           | 42° 22′ 14″ N, 2° 09′ 49″ E / 42.370537°N,2.163724°E | IPA-4088  | Pont de Cremal (Queralbs) · Vegeu més fotos d'aquest monument · Carregueu una nova foto d'aquest monument                       |
| Pont dels Tres Molins                | BCIL 2010 |                                    | Queralbs                           | 42° 23′ 19″ N, 2° 09′ 23″ E / 42.388576°N,2.156274°E | IPA-4089  | Pont dels Tres Molins (Queralbs) · Vegeu més fotos d'aquest monument · Carregueu una nova foto d'aquest monument                |
| Pontet de Sant Gil                   | BCIL 2010 |                                    | Queralbs Núria                     | 42° 23′ 47″ N, 2° 09′ 10″ E / 42.396464°N,2.152786°E | IPA-4090  | Pontet de Sant Gil (Queralbs) · Vegeu més fotos d'aquest monument · Carregueu una nova foto d'aquest monument                   |
| Pontet de Núria                      | BCIL 2010 |                                    | Queralbs Núria                     | 42° 23′ 54″ N, 2° 09′ 18″ E / 42.398300°N,2.155076°E | IPA-4091  | Pontet de Núria (Queralbs) · Vegeu més fotos d'aquest monument · Carregueu una nova foto d'aquest monument                      |
| Pontet d'en Riba                     |           |                                    | Queralbs Núria                     | 42° 23′ 36″ N, 2° 09′ 11″ E / 42.393332°N,2.153004°E | IPA-4092  | Pontet d'en Riba (Queralbs) · Vegeu més fotos d'aquest monument · Carregueu una nova foto d'aquest monument                     |
| Església de Sant Jaume de Queralbs   | BCIL 2010 | Romànic XII                        | Queralbs                           | 42° 20′ 55″ N, 2° 09′ 40″ E / 42.348502°N,2.161237°E | IPA-4093  | Església de Sant Jaume de Queralbs · Vegeu més fotos d'aquest monument · Carregueu una nova foto d'aquest monument              |
| Església de Sant Sadurní de Fustanyà | BCIL 2010 | Romànic XII, XVI, XX               | Queralbs Fustanyà                  | 42° 20′ 31″ N, 2° 10′ 14″ E / 42.341960°N,2.170629°E | IPA-4094  | Església de Sant Sadurní de Fustanyà (Queralbs) · Vegeu més fotos d'aquest monument · Carregueu una nova foto d'aquest monument |
| Mas de Fustanyà                      |           | Neoclassicisme, obra popular XVIII | Queralbs Fustanyà                  | 42° 20′ 33″ N, 2° 10′ 15″ E / 42.342484°N,2.170901°E | IPA-4095  | Mas de Fustanyà (Queralbs) · Vegeu més fotos d'aquest monument · Carregueu una nova foto d'aquest monument                      |
| Can Bonada                           |           | Obra popular XVI                   | Queralbs Serrat                    | 42° 20′ 32″ N, 2° 11′ 02″ E / 42.342162°N,2.183810°E | IPA-4096  | Mas Can Bonada (Queralbs) · Vegeu més fotos d'aquest monument · Carregueu una nova foto d'aquest monument                       |
| El Puig                              |           | Obra popular XVII                  | Queralbs                           | 42° 20′ 54″ N, 2° 09′ 28″ E / 42.348417°N,2.157668°E | IPA-4097  | El Puig (Queralbs) · Vegeu més fotos d'aquest monument · Carregueu una nova foto d'aquest monument                              |
| La Ruira o La Rovira                 |           | Obra popular XVI                   | Queralbs                           | 42° 21′ 21″ N, 2° 09′ 54″ E / 42.355932°N,2.164957°E | IPA-4098  | La Ruira (Queralbs) · Vegeu més fotos d'aquest monument · Carregueu una nova foto d'aquest monument                             |
| Camí de la Costa                     | BCIL 2010 |                                    | Queralbs Camí de la Costa          | 42° 20′ 55″ N, 2° 09′ 49″ E / 42.348693°N,2.163494°E | IPA-39722 | Camí de la Costa (Queralbs) · Vegeu més fotos d'aquest monument · Carregueu una nova foto d'aquest monument                     |
| Pont de Mulleres                     | BCIL 2010 | Obra popular XIX                   | Queralbs Darrera del pont de Núria | 42° 23′ 57″ N, 2° 09′ 20″ E / 42.399078°N,2.155509°E | IPA-40217 | Pont de Mulleres (Queralbs) · Vegeu més fotos d'aquest monument · Carregueu una nova foto d'aquest monument                     |
| Pont del Tosa                        | BCIL 2010 | Obra popular XX                    | Queralbs Sota el nucli de Queralbs | 42° 20′ 47″ N, 2° 09′ 51″ E / 42.346417°N,2.164158°E | IPA-40218 | Pont del Tosa (Queralbs) · Vegeu més fotos d'aquest monument · Carregueu una nova foto d'aquest monument                        |
| Santuari de la Mare de Déu de Núria  | BCIL 2010 | XIX-XX                             | Queralbs Vall de Núria             | 42° 23′ 49″ N, 2° 09′ 13″ E / 42.39695°N,2.15356°E   | IPA-42245 | Santuari de la Mare de Déu de Núria (Queralbs) · Vegeu més fotos d'aquest monument · Carregueu una nova foto d'aquest monument  |
| Capella de Sant Gil                  | BCIL 2010 | XVII, XX                           | Queralbs Vall de Núria             | 42° 23′ 45″ N, 2° 09′ 08″ E / 42.39587°N,2.15226°E   | IPA-42246 | Capella de Sant Gil (Queralbs) · Vegeu més fotos d'aquest monument · Carregueu una nova foto d'aquest monument                  |
| Capella del Roser                    | BCIL 2010 | XVII                               | Queralbs C. del Pla                | 42° 20′ 58″ N, 2° 09′ 48″ E / 42.34948°N,2.16333°E   | IPA-42247 | Capella del Roser (Queralbs) · Vegeu més fotos d'aquest monument · Carregueu una nova foto d'aquest monument                    |
| Estació de Queralbs                  | BCIL 2010 |                                    | Queralbs                           | 42° 21′ 05″ N, 2° 09′ 56″ E / 42.35134°N,2.16564°E   | IPA-45675 | Estació de Queralbs · Vegeu més fotos d'aquest monument · Carregueu una nova foto d'aquest monument                             |
| Ermita de Sant Sebastià              | BCIL 2010 | Obra popular                       | Queralbs C. de la Font de Dalt     | 42° 20′ 50″ N, 2° 09′ 32″ E / 42.34717°N,2.15894°E   | IPA-49336 | Ermita de Sant Sebastià (Queralbs) · Vegeu més fotos d'aquest monument · Carregueu una nova foto d'aquest monument              |
| Barraca dels Soldats                 |           | Obra popular XIX                   | Queralbs                           | 42° 24′ 35″ N, 2° 08′ 54″ E / 42.4098°N,2.1484°E     | IPA-50855 | Carregueu una nova foto d'aquest monument                                                                                       |
| Barraca del Coll de Noufonts         |           | Obra popular XX                    | Queralbs                           | 42° 25′ 15″ N, 2° 10′ 35″ E / 42.420875°N,2.17642°E  | IPA-50859 | Carregueu una nova foto d'aquest monument                                                                                       |

## Ribes de Freser
| Monument                                          | Protecció    | Estil/època                        | Localització                                                      | Coordenades                                            | Codi?         | Imatge |
| ------------------------------------------------- | ------------ | ---------------------------------- | ----------------------------------------------------------------- | ------------------------------------------------------ | ------------- | --- |
| Castell de Ribes de Freser o Castell de Sant Pere | BCIN 1361-MH | Obra popular X, XIV-XV, XVII       | Ribes de Freser                                                   | 42° 18′ 35″ N, 2° 10′ 18″ E / 42.3098556°N,2.1717694°E | RI-51-0006046 | Castell de Ribes (Ribes de Freser) · Vegeu més fotos d'aquest monument · Carregueu una nova foto d'aquest monument                                 |
| Castell de Segura                                 | BCIN 1362-MH | Obra popular Medieval              | Ribes de Freser                                                   | 42° 18′ 41″ N, 2° 10′ 07″ E / 42.311425°N,2.168556°E   | RI-51-0006047 | Carregueu una nova foto d'aquest monument |
| Pont de la Cabreta o Pont de la Corba             | BCIL 2010    | Romànic, gòtic XII, XV             | Ribes de Freser i Campdevànol                                     | 42° 14′ 59″ N, 2° 09′ 53″ E / 42.249856°N,2.164690°E   | IPA-3834      | Pont de la Cabreta (Campdevànol i Ribes de Freser) · Vegeu més fotos d'aquest monument · Carregueu una nova foto d'aquest monument                 |
| Central Hidroelèctrica                            | BCIL 2010    | Historicisme XX Inici              | Ribes de Freser Ctra. de Ribes                                    | 42° 16′ 41″ N, 2° 09′ 37″ E / 42.278152°N,2.160169°E   | IPA-4099      | Central Hidroelèctrica (Ribes de Freser) · Vegeu més fotos d'aquest monument · Carregueu una nova foto d'aquest monument                           |
| Colònia Recolons                                  |              | Eclecticisme, modernisme XIX Final | Ribes de Freser Ctra. de Queralbs                                 | 42° 18′ 41″ N, 2° 10′ 14″ E / 42.311478°N,2.170489°E   | IPA-4100      | Colònia Recolons (Ribes de Freser) · Vegeu més fotos d'aquest monument · Carregueu una nova foto d'aquest monument                                 |
| Edifici d'Acabados Pirineos                       |              | Darreres tendències XX             | Ribes de Freser Ctra. de Planoles                                 | 42° 18′ 26″ N, 2° 09′ 53″ E / 42.307118°N,2.164856°E   | IPA-4111      | Edifici d'Acabados Pirineos (Ribes de Freser) · Vegeu més fotos d'aquest monument · Carregueu una nova foto d'aquest monument                      |
| Escorxador municipal de Ribes de Freser           |              | Noucentisme XX Mitjan              | Ribes de Freser Ctra. de Bruguera                                 | 42° 18′ 07″ N, 2° 10′ 03″ E / 42.302053°N,2.167464°E   | IPA-4112      | Escorxador municipal de Ribes de Freser · Vegeu més fotos d'aquest monument · Carregueu una nova foto d'aquest monument                            |
| Hotel la Corba                                    |              | Modernisme XX Inici                | Ribes de Freser Ctra. de Ribes                                    | 42° 15′ 49″ N, 2° 09′ 46″ E / 42.263505°N,2.162873°E   | IPA-4113      | Hotel la Corba (Ribes de Freser) · Vegeu més fotos d'aquest monument · Carregueu una nova foto d'aquest monument                                   |
| Font de la Margarideta                            |              | Obra popular XX Mitjan             | Ribes de Freser                                                   | 42° 18′ 34″ N, 2° 10′ 24″ E / 42.309422°N,2.173270°E   | IPA-4114      | Font de la Margarideta (Ribes de Freser) · Vegeu més fotos d'aquest monument · Carregueu una nova foto d'aquest monument                           |
| Xalet Sau I                                       | BCIL 2010    | Noucentisme XX Mitjan              | Ribes de Freser Pg. Guimerà                                       | 42° 18′ 18″ N, 2° 10′ 05″ E / 42.305019°N,2.168114°E   | IPA-4115      | Xalet Sau I (Ribes de Freser) · Vegeu més fotos d'aquest monument · Carregueu una nova foto d'aquest monument                                      |
| Xalet Sau II                                      | BCIL 2010    | Noucentisme XX Mitjan              | Ribes de Freser Pg. Guimerà                                       | 42° 18′ 17″ N, 2° 10′ 05″ E / 42.304756°N,2.167959°E   | IPA-4116      | Xalet Sau II (Ribes de Freser) · Vegeu més fotos d'aquest monument · Carregueu una nova foto d'aquest monument                                     |
| Casa al carrer Núria, 2                           | BCIL 2010    | Noucentisme XX Mitjan              | Ribes de Freser C. Núria, 2                                       | 42° 18′ 27″ N, 2° 10′ 13″ E / 42.307622°N,2.170297°E   | IPA-4118      | Casa al carrer Núria, 2 (Ribes de Freser) · Vegeu més fotos d'aquest monument · Carregueu una nova foto d'aquest monument                          |
| Paperera del Freser                               |              | Obra popular XIX Mitjan            | Ribes de Freser C. Eras                                           | 42° 18′ 24″ N, 2° 10′ 12″ E / 42.306796°N,2.170126°E   | IPA-4119      | Paperera del Freser (Ribes de Freser) · Vegeu més fotos d'aquest monument · Carregueu una nova foto d'aquest monument                              |
| Habitatges per a obrers de la Fàbrica Saida       |              | Racionalisme XX Mitjan             | Ribes de Freser Ctra. de Queralbs                                 | 42° 18′ 39″ N, 2° 10′ 12″ E / 42.310714°N,2.169877°E   | IPA-4120      | Habitatges per a obrers de la Fàbrica Saida (Ribes de Freser) · Vegeu més fotos d'aquest monument · Carregueu una nova foto d'aquest monument      |
| Casa Pamias                                       | BCIL 2010    | Modernisme XX Inici                | Ribes de Freser Ctra. de Barcelona, km 120                        | 42° 18′ 15″ N, 2° 10′ 01″ E / 42.304164°N,2.166960°E   | IPA-4122      | Casa Pamias (Ribes de Freser) · Vegeu més fotos d'aquest monument · Carregueu una nova foto d'aquest monument                                      |
| Escoles públiques                                 | BCIL 2010    | Noucentisme XX Inici               | Ribes de Freser Pg. Guimerà                                       | 42° 18′ 20″ N, 2° 10′ 08″ E / 42.305569°N,2.168804°E   | IPA-4124      | Escoles públiques (Ribes de Freser) · Vegeu més fotos d'aquest monument · Carregueu una nova foto d'aquest monument                                |
| Passeig Àngel Guimerà                             |              | XX Inici                           | Ribes de Freser Pg. Guimerà                                       | 42° 18′ 20″ N, 2° 10′ 07″ E / 42.305662°N,2.168621°E   | IPA-4125      | Passeig Àngel Guimerà (Ribes de Freser) · Vegeu més fotos d'aquest monument · Carregueu una nova foto d'aquest monument                            |
| Cal Mayol                                         |              | Obra popular                       | Ribes de Freser La Maçana                                         | 42° 18′ 01″ N, 2° 10′ 16″ E / 42.300154°N,2.171065°E   | IPA-4126      | Carregueu una nova foto d'aquest monument |
| Can Riu o Can Pous                                | BCIL 2010    | Obra popular XVI                   | Ribes de Freser Bruguera                                          | 42° 16′ 38″ N, 2° 11′ 13″ E / 42.277212°N,2.186961°E   | IPA-4127      | Carregueu una nova foto d'aquest monument |
| Cal Perramon o Capella de Sant Esteve             |              | Obra popular XVII                  | Ribes de Freser                                                   | 42° 16′ 30″ N, 2° 10′ 09″ E / 42.275073°N,2.169265°E   | IPA-4128      | Carregueu una nova foto d'aquest monument |
| Can Pous o Can Riu                                | BCIL 2010    | Obra popular                       | Ribes de Freser Bruguera                                          | 42° 16′ 38″ N, 2° 11′ 09″ E / 42.277320°N,2.185699°E   | IPA-4129      | Carregueu una nova foto d'aquest monument |
| Cal Torroella o Cal Tarruella                     |              | Obra popular                       | Ribes de Freser                                                   | 42° 17′ 21″ N, 2° 09′ 45″ E / 42.289204°N,2.162566°E   | IPA-4130      | Carregueu una nova foto d'aquest monument |
| Església de Sant Feliu de Bruguera                | BCIL 2010    | Romànic, obra popular XII, XVIII   | Ribes de Freser Bruguera                                          | 42° 16′ 37″ N, 2° 11′ 11″ E / 42.276811°N,2.186312°E   | IPA-4133      | Església de Sant Feliu de Bruguera (Ribes de Freser) · Vegeu més fotos d'aquest monument · Carregueu una nova foto d'aquest monument               |
| Església de Sant Cristòfol de Ventolà             | BCIL 2010    | Romànic XI, XX                     | Ribes de Freser Ventolà                                           | 42° 19′ 04″ N, 2° 08′ 15″ E / 42.317648°N,2.137373°E   | IPA-4135      | Església de Sant Cristòfol de Ventolà (Ribes de Freser) · Vegeu més fotos d'aquest monument · Carregueu una nova foto d'aquest monument            |
| Capella de la Mare de Déu del Carme               | BCIL 2010    | Obra popular XVII-XVIII            | Ribes de Freser Batet                                             | 42° 19′ 35″ N, 2° 09′ 58″ E / 42.32635°N,2.16609°E     | IPA-4137      | Capella de la Mare de Déu del Carme (Ribes de Freser) · Vegeu més fotos d'aquest monument · Carregueu una nova foto d'aquest monument              |
| La Casassa                                        |              | Obra popular                       | Ribes de Freser                                                   | 42° 17′ 57″ N, 2° 09′ 29″ E / 42.299137°N,2.158110°E   | IPA-4138      | La Casassa (Ribes de Freser) · Vegeu més fotos d'aquest monument · Carregueu una nova foto d'aquest monument                                       |
| Pont de Coma                                      | BCIL 2010    | Obra popular XIX                   | Ribes de Freser Sobre el Seganell                                 | 42° 18′ 51″ N, 2° 11′ 18″ E / 42.314130°N,2.188201°E   | IPA-4139      | Carregueu una nova foto d'aquest monument |
| Església de Santa Maria                           | BCIL 2010    | Romànic, barroc XII, XVII, XX      | Ribes de Freser Pl. Ajuntament                                    | 42° 18′ 22″ N, 2° 10′ 04″ E / 42.306145°N,2.167890°E   | IPA-4140      | Església de Santa Maria (Ribes de Freser) · Vegeu més fotos d'aquest monument · Carregueu una nova foto d'aquest monument                          |
| Pont de Ribes                                     | BCIL 2010    | Obra popular XIX                   | Ribes de Freser                                                   | 42° 18′ 21″ N, 2° 10′ 01″ E / 42.305920°N,2.166961°E   | IPA-4141      | Pont de Ribes (Ribes de Freser) · Vegeu més fotos d'aquest monument · Carregueu una nova foto d'aquest monument                                    |
| Parc del Brollador                                |              | Obra popular XX                    | Ribes de Freser                                                   | 42° 18′ 21″ N, 2° 10′ 09″ E / 42.305862°N,2.169264°E   | IPA-4142      | Parc del Brollador (Ribes de Freser) · Vegeu més fotos d'aquest monument · Carregueu una nova foto d'aquest monument                               |
| Estació de Vila de Ribes del Cremallera de Núria  | BCIL 2010    | Noucentisme XX                     | Ribes de Freser Pl. de l'Estació                                  | 42° 18′ 31″ N, 2° 10′ 18″ E / 42.308689°N,2.171611°E   | IPA-4143      | Estació de Vila de Ribes del Cremallera de Núria (Ribes de Freser) · Vegeu més fotos d'aquest monument · Carregueu una nova foto d'aquest monument |
| Casa Campaña                                      |              | Racionalisme XX                    | Ribes de Freser Ventolà                                           |                                                        | IPA-46539     | Carregueu una nova foto d'aquest monument |
| Casa Xampeny                                      | BCIL 2010    | Racionalisme XX                    | Ribes de Freser Ventolà                                           |                                                        | IPA-46544     | Carregueu una nova foto d'aquest monument |
| Capella de la Mare de Déu dels Desamparats        | BCIL 2010    | Obra popular XVIII                 | Ribes de Freser C. Verge dels Desemparats, 1 - c. dels Estiradors | 42° 18′ 27″ N, 2° 10′ 11″ E / 42.30762°N,2.16975°E     | IPA-49523     | Carregueu una nova foto d'aquest monument |

El castell de Pena està compartit amb el municipi d'Ogassa.

## Ripoll
Vegeu la llista de monuments de Ripoll

## Sant Joan de les Abadesses
Vegeu la llista de monuments de Sant Joan de les Abadesses

## Sant Pau de Segúries
| Monument                        | Protecció | Estil/època                    | Localització                                  | Coordenades                                          | Codi?    | Imatge |
| ------------------------------- | --------- | ------------------------------ | --------------------------------------------- | ---------------------------------------------------- | -------- | --- |
| Sant Pau Vell                   |           | Barroc, obra popular XVII      | Sant Pau de Segúries Ctra. de Sant Pau a Olot | 42° 15′ 42″ N, 2° 22′ 19″ E / 42.261751°N,2.372006°E | IPA-4338 | Antiga església de Sant Pau de Segúries · Vegeu més fotos d'aquest monument · Carregueu una nova foto d'aquest monument |
| Mas Can Falguera                |           | Obra popular XX Mitjan         | Sant Pau de Segúries La Ral                   | 42° 16′ 55″ N, 2° 22′ 01″ E / 42.281902°N,2.366992°E | IPA-4340 | Mas Can Falguera (Sant Pau de Segúries) · Vegeu més fotos d'aquest monument · Carregueu una nova foto d'aquest monument |
| Central Elèctrica Estebanell    |           | Obra popular XX Mitjan         | Sant Pau de Segúries                          | 42° 15′ 45″ N, 2° 21′ 51″ E / 42.262504°N,2.364069°E | IPA-4341 | Carregueu una nova foto d'aquest monument                                                                               |
| El Peiró                        |           | Historicisme, obra popular XIX | Sant Pau de Segúries Pont del Carbur          | 42° 16′ 25″ N, 2° 22′ 03″ E / 42.273551°N,2.367493°E | IPA-4342 | El Peiró (Sant Pau de Segúries) · Vegeu més fotos d'aquest monument · Carregueu una nova foto d'aquest monument         |
| La Rovira                       |           | Obra popular XVIII             | Sant Pau de Segúries Pont del Carbur          | 42° 16′ 15″ N, 2° 21′ 56″ E / 42.270928°N,2.365525°E | IPA-4343 | La Rovira (Sant Pau de Segúries) · Vegeu més fotos d'aquest monument · Carregueu una nova foto d'aquest monument        |
| Restes del Pont Vell de la Sala |           | Obra popular                   | Sant Pau de Segúries                          | 42° 15′ 29″ N, 2° 21′ 47″ E / 42.258014°N,2.363145°E | IPA-4346 | Carregueu una nova foto d'aquest monument                                                                               |
| Pont de Sant Pau de Segúries    |           | Obra popular XIX               | Sant Pau de Segúries                          | 42° 15′ 33″ N, 2° 21′ 53″ E / 42.259099°N,2.364734°E | IPA-4347 | Carregueu una nova foto d'aquest monument                                                                               |
| Pont de la Sala                 |           | Obra popular XX                | Sant Pau de Segúries                          | 42° 15′ 29″ N, 2° 21′ 49″ E / 42.25815°N,2.3635°E    | IPA-4360 | Carregueu una nova foto d'aquest monument                                                                               |

## Setcases
| Monument                                      | Protecció | Estil/època                       | Localització                  | Coordenades                                          | Codi?    | Imatge |
| --------------------------------------------- | --------- | --------------------------------- | ----------------------------- | ---------------------------------------------------- | -------- | --- |
| Xalet refugi d'Ull de Ter o Xalet Vell        |           | Modernisme XX Inici               | Setcases Vallter (enderrocat) | 42° 25′ 21″ N, 2° 15′ 05″ E / 42.422393°N,2.251363°E | IPA-4348 | Xalet refugi d'Ull de Ter (Setcases) · Vegeu més fotos d'aquest monument · Carregueu una nova foto d'aquest monument                     |
| Pontet sobre el torrent de Vall-llobre        |           | Obra popular                      | Setcases                      | 42° 22′ 32″ N, 2° 18′ 14″ E / 42.375510°N,2.303834°E | IPA-4353 | Pontet sobre el torrent de Vall-llobre (Setcases) · Vegeu més fotos d'aquest monument · Carregueu una nova foto d'aquest monument        |
| Església de Sant Miquel de Setcases           | BCIL 2020 | Gòtic tardà XII, XVIII, XX Mitjan | Setcases                      | 42° 22′ 32″ N, 2° 18′ 04″ E / 42.375674°N,2.301166°E | IPA-4362 | Església de Sant Miquel de Setcases · Vegeu més fotos d'aquest monument · Carregueu una nova foto d'aquest monument                      |
| Grup de cases sobre el torrent de Vall-llobre |           | Obra popular                      | Setcases                      | 42° 22′ 33″ N, 2° 18′ 12″ E / 42.375746°N,2.303406°E | IPA-4380 | Grup de cases sobre el torrent de Vall-llobre (Setcases) · Vegeu més fotos d'aquest monument · Carregueu una nova foto d'aquest monument |

## Toses
| Monument                                     | Protecció    | Estil/època               | Localització               | Coordenades                                          | Codi?         | Imatge |
| -------------------------------------------- | ------------ | ------------------------- | -------------------------- | ---------------------------------------------------- | ------------- | --- |
| Dòrria                                       | BCIN 408-CH  | Obra popular Medieval     | Toses                      | 42° 20′ 00″ N, 2° 04′ 03″ E / 42.3332°N,2.06748°E    | RI-53-0000351 | Dòrria (Toses) · Vegeu més fotos d'aquest monument · Carregueu una nova foto d'aquest monument                                       |
| Castell de Toses                             | BCIN 1689-MH | Obra popular Medieval     | Toses                      | 42° 19′ 23″ N, 2° 00′ 52″ E / 42.322976°N,2.014417°E | RI-51-0006138 | Vegeu més fotos d'aquest monument · Carregueu una nova foto d'aquest monument                                                        |
| Cal Serra                                    |              | Obra popular XIX          | Toses                      | 42° 19′ 17″ N, 2° 00′ 54″ E / 42.321352°N,2.015023°E | IPA-4358      | Carregueu una nova foto d'aquest monument                                                                                            |
| Església de Sant Cristòfol de Toses          | BCIL 2010    | Romànic XI                | Toses                      | 42° 19′ 24″ N, 2° 01′ 07″ E / 42.323199°N,2.018702°E | IPA-4359      | Església de Sant Cristòfol de Toses · Vegeu més fotos d'aquest monument · Carregueu una nova foto d'aquest monument                  |
| Cal Baldric                                  |              | Obra popular              | Toses Nevà                 | 42° 18′ 49″ N, 2° 04′ 43″ E / 42.313711°N,2.078507°E | IPA-4363      | Carregueu una nova foto d'aquest monument                                                                                            |
| Can Canal                                    |              | Obra popular              | Toses Nevà                 | 42° 18′ 40″ N, 2° 04′ 29″ E / 42.311177°N,2.074686°E | IPA-4364      | Carregueu una nova foto d'aquest monument                                                                                            |
| Església de Sant Martí de Fornells           | BCIL 2010    | Romànic, obra popular XII | Toses Fornells de Muntanya | 42° 19′ 25″ N, 2° 02′ 47″ E / 42.323728°N,2.046279°E | IPA-4365      | Carregueu una nova foto d'aquest monument                                                                                            |
| Cal Roquetes i Cal Pau                       |              | Obra popular XVII         | Toses Espinosa             | 42° 19′ 19″ N, 2° 04′ 11″ E / 42.321850°N,2.069784°E | IPA-4366      | Cal Roquetes i Cal Pau (Toses) · Vegeu més fotos d'aquest monument · Carregueu una nova foto d'aquest monument                       |
| Túnel de Toses                               | BCIL 2010    | Eclecticisme XX Inici     | Toses                      | 42° 19′ 15″ N, 2° 00′ 42″ E / 42.320769°N,2.011585°E | IPA-4367      | Túnel de Toses · Vegeu més fotos d'aquest monument · Carregueu una nova foto d'aquest monument                                       |
| Església de Santa Magdalena de Toses         | BCIL 2008    |                           | Toses                      | 42° 19′ 18″ N, 2° 01′ 04″ E / 42.321796°N,2.017898°E | IPA-38466     | Carregueu una nova foto d'aquest monument                                                                                            |
| Església de la Mare de Déu del Carme de Nevà | BCIL 2010    |                           | Toses Nevà                 | 42° 18′ 48″ N, 2° 04′ 44″ E / 42.31342°N,2.07877°E   | IPA-42252     | Església de la Mare de Déu del Carme de Nevà (Toses) · Vegeu més fotos d'aquest monument · Carregueu una nova foto d'aquest monument |
| Església de Sant Cristòfol de Nevà           | BCIL 2010    |                           | Toses El Raval de Nevà     | 42° 19′ 04″ N, 2° 04′ 41″ E / 42.31781°N,2.07796°E   | IPA-45676     | Carregueu una nova foto d'aquest monument                                                                                            |

## Vallfogona de Ripollès
| Monument                                      | Protecció    | Estil/època                      | Localització                                                          | Coordenades                                          | Codi?         | Imatge |
| --------------------------------------------- | ------------ | -------------------------------- | --------------------------------------------------------------------- | ---------------------------------------------------- | ------------- | --- |
| Castell de Milany                             | BCIN 1712-MH | Obra popular X-XI, XII-XIII      | Vallfogona de Ripollès i Vidrà                                        | 42° 09′ 54″ N, 2° 17′ 23″ E / 42.164949°N,2.289822°E | RI-51-0006149 | Castell de Milany (Vallfogona de Ripollès i Vidrà) · Vegeu més fotos d'aquest monument · Carregueu una nova foto d'aquest monument            |
| Castell de Vallfogona o la Sala               | BCIN 1713-MH | Obra popular XIV-XV              | Vallfogona de Ripollès                                                | 42° 11′ 45″ N, 2° 18′ 11″ E / 42.19596°N,2.30297°E   | RI-51-0006150 | Castell de Vallfogona (Vallfogona de Ripollès) · Vegeu més fotos d'aquest monument · Carregueu una nova foto d'aquest monument                |
| Comunidor, o reliquier                        |              | Obra popular XV-XVI, XX          | Vallfogona de Ripollès Esplanada de l'església de Sant Julià          | 42° 11′ 51″ N, 2° 18′ 23″ E / 42.19758°N,2.30629°E   | IPA-4368      | Comunidor (Vallfogona de Ripollès) · Vegeu més fotos d'aquest monument · Carregueu una nova foto d'aquest monument                            |
| Església de Sant Julià de Vallfogona          |              | Romànic, barroc XII, XVIII, XIX  | Vallfogona de Ripollès La Salut                                       | 42° 11′ 51″ N, 2° 18′ 24″ E / 42.197476°N,2.306758°E | IPA-4371      | Església de Sant Julià de Vallfogona (Vallfogona de Ripollès) · Vegeu més fotos d'aquest monument · Carregueu una nova foto d'aquest monument |
| Campanar de Santa Maria del Pòpulo            |              | Romànic XII                      | Vallfogona de Ripollès                                                | 42° 11′ 45″ N, 2° 18′ 12″ E / 42.195896°N,2.303245°E | IPA-4372      | Campanar de Santa Maria del Pòpulo (Vallfogona de Ripollès) · Vegeu més fotos d'aquest monument · Carregueu una nova foto d'aquest monument   |
| Santuari de la Salut                          |              | Barroc, obra popular XVIII Inici | Vallfogona de Ripollès Barri de la Salut                              | 42° 11′ 51″ N, 2° 18′ 16″ E / 42.197376°N,2.304470°E | IPA-4373      | Santuari de la Salut (Vallfogona de Ripollès) · Vegeu més fotos d'aquest monument · Carregueu una nova foto d'aquest monument                 |
| Ermita de Santa Cecília de Ragort o de Regord |              | Romànic, barroc XII, XV, XVII    | Vallfogona de Ripollès                                                | 42° 11′ 48″ N, 2° 17′ 32″ E / 42.196586°N,2.292270°E | IPA-4375      | Ermita de Santa Cecília de Ragort (Vallfogona de Ripollès) · Vegeu més fotos d'aquest monument · Carregueu una nova foto d'aquest monument    |
| Molí de Vallfogona                            |              | Obra popular XX Inici            | Vallfogona de Ripollès Sota el poble, tocant la riera                 | 42° 11′ 42″ N, 2° 18′ 24″ E / 42.194886°N,2.306659°E | IPA-4376      | Carregueu una nova foto d'aquest monument |
| Pont de Vallfogona                            |              | Romànic Medieval                 | Vallfogona de Ripollès A la sortida del poble, baixant cap a la riera | 42° 11′ 37″ N, 2° 18′ 13″ E / 42.193607°N,2.303730°E | IPA-4378      | Pont de Vallfogona (Vallfogona de Ripollès) · Vegeu més fotos d'aquest monument · Carregueu una nova foto d'aquest monument                   |
| Nucli antic de Vallfogona de Ripollès         |              | Obra popular Medieval            | Vallfogona de Ripollès                                                | 42° 11′ 44″ N, 2° 18′ 13″ E / 42.195475°N,2.303589°E | IPA-36576     | Nucli antic de Vallfogona de Ripollès · Vegeu més fotos d'aquest monument · Carregueu una nova foto d'aquest monument                         |

## Vilallonga de Ter
| Monument                                      | Protecció    | Estil/època                            | Localització                                               | Coordenades                                            | Codi?         | Imatge |
| --------------------------------------------- | ------------ | -------------------------------------- | ---------------------------------------------------------- | ------------------------------------------------------ | ------------- | --- |
| Castell de la Roca de Pelancà                 | BCIN 1774-MH |                                        | Vilallonga de Ter                                          | 42° 19′ 20″ N, 2° 19′ 58″ E / 42.3222472°N,2.3328611°E | RI-51-0006181 | Castell de la Roca de Pelancà (Vilallonga de Ter) · Vegeu més fotos d'aquest monument · Carregueu una nova foto d'aquest monument         |
| La Sala o el Castell                          | BCIN 1775-MH | Romànic, obra popular XII-XIII, XIV-XV | Vilallonga de Ter                                          | 42° 20′ 18″ N, 2° 18′ 07″ E / 42.33846°N,2.30182°E     | RI-51-0006182 | La Sala (Vilallonga de Ter) · Vegeu més fotos d'aquest monument · Carregueu una nova foto d'aquest monument                               |
| Castell del Catllar                           | BCIN 1776-MH | Obra popular Medieval                  | Vilallonga de Ter Al turó sobre l'ermita de Santa Maria    | 42° 21′ 32″ N, 2° 17′ 32″ E / 42.358781°N,2.292290°E   | RI-51-0006183 | Castell del Catllar (Vilallonga de Ter) · Vegeu més fotos d'aquest monument · Carregueu una nova foto d'aquest monument                   |
| Central Elèctrica, o Central elèctrica Brutau |              | Obra popular XX Inici                  | Vilallonga de Ter Ctra. de Vilallonga a Setcases           | 42° 19′ 56″ N, 2° 18′ 37″ E / 42.332338°N,2.310300°E   | IPA-4381      | Central Elèctrica (Vilallonga de Ter) · Vegeu més fotos d'aquest monument · Carregueu una nova foto d'aquest monument                     |
| Ermita de Santa Maria del Catllar             |              | Romànic, barroc XII, XVIII             | Vilallonga de Ter El Catllar                               | 42° 21′ 31″ N, 2° 17′ 31″ E / 42.358727°N,2.292018°E   | IPA-4382      | Ermita de la Mare de Déu del Catllar (Vilallonga de Ter) · Vegeu més fotos d'aquest monument · Carregueu una nova foto d'aquest monument  |
| Capella de la Mare de Déu dels Dolors         |              | Barroc XVII, XVIII                     | Vilallonga de Ter Ctra. de Vilallonga a Setcases           | 42° 19′ 57″ N, 2° 18′ 33″ E / 42.332506°N,2.309072°E   | IPA-4383      | Capella de la Mare de Déu dels Dolors (Vilallonga de Ter) · Vegeu més fotos d'aquest monument · Carregueu una nova foto d'aquest monument |
| Església de Santa Llúcia d'Abella             |              | Romànic XII                            | Vilallonga de Ter Pl. de l'Església, Abella                | 42° 19′ 08″ N, 2° 18′ 55″ E / 42.318989°N,2.315287°E   | IPA-4384      | Església de Santa Llúcia d'Abella (Vilallonga de Ter) · Vegeu més fotos d'aquest monument · Carregueu una nova foto d'aquest monument     |
| Ca n'Huguet Vell                              |              | Obra popular XV                        | Vilallonga de Ter El Veïnat de Vallvigil                   | 42° 20′ 04″ N, 2° 19′ 43″ E / 42.334374°N,2.328588°E   | IPA-4385      | Carregueu una nova foto d'aquest monument                                                                                                 |
| Capella de la Mare de Déu del Roser           |              | Barroc, obra popular XVIII             | Vilallonga de Ter Ca n'Huguet Vell, el Veïnat de Vallvigil | 42° 20′ 05″ N, 2° 19′ 42″ E / 42.334651°N,2.328276°E   | IPA-4386      | Capella de la Mare de Déu del Roser (Vilallonga de Ter) · Vegeu més fotos d'aquest monument · Carregueu una nova foto d'aquest monument   |
| Església de Sant Julià de Tregurà             |              | Romànic, eclecticisme X, XVIII Final   | Vilallonga de Ter Tregurà de Dalt                          | 42° 20′ 39″ N, 2° 17′ 15″ E / 42.344199°N,2.287492°E   | IPA-4392      | Església de Sant Julià de Tregurà (Vilallonga de Ter) · Vegeu més fotos d'aquest monument · Carregueu una nova foto d'aquest monument     |
| Església parroquial de Sant Martí             |              | Romànic XII                            | Vilallonga de Ter                                          | 42° 19′ 53″ N, 2° 18′ 42″ E / 42.331433°N,2.311766°E   | IPA-35921     | Església parroquial de Sant Martí (Vilallonga de Ter) · Vegeu més fotos d'aquest monument · Carregueu una nova foto d'aquest monument     |
| Capella de la Pietat                          |              | Romànic XII                            | Vilallonga de Ter A la Roca                                | 42° 19′ 20″ N, 2° 19′ 57″ E / 42.322260°N,2.332418°E   | IPA-35922     | Capella de la Pietat (Vilallonga de Ter) · Vegeu més fotos d'aquest monument · Carregueu una nova foto d'aquest monument                  |